# Степинь, Александр Карлович
Александр (Артур) Карлович Степинь (Степиньш, Степин) (1886—1920) — советский военачальник, командарм.

## Биография
Родился 12 мая (24 мая по новому стилю) 1886 года в селе Айзкраукле (ныне Айзкраукльский край, Латвия), в латышской крестьянской семье.
Подростком батрачил, затем работал на железной дороге. Во время революции 1905—1907 годов в России участвовал в забастовках и крестьянском восстании в Латвии. В 1907 году был призван на военную службу в 3-й гренадерский Перновский полк рядовым. Через год стал ефрейтором, затем унтер-офицером. В ноябре 1909 года остался на сверхсрочную службу и в 1912 году окончил школу подпрапорщиков.
Участник Первой мировой войны, во время которой был награждён тремя георгиевскими крестами (4-й, 3-й и 2-й степеней) и получил чин поручика. После Февральской революции 1917 был избран солдатами командиром полка. После Октябрьской революции находился в резерве Московского военного округа. В сентябре 1918 года воевал против белоказаков. Член ВКП(б)/КПСС с 1919 года. В январе-июле 1919 года Степинь был начальником 14-й стрелковой дивизии на Южном фронте, позже носившей его имя. С июля 1919 года по февраль 1920 года командовал 9-й армией в боях против войск Деникина.
Умер 29 февраля 1920 года от тифа, похоронен в городе Каменск-Шахтинский Ростовской области в братской могиле. После Великой Отечественной войны на месте братской могилы был создан мемориальный комплекс, где установлена памятная доска погибшим воинам Гражданской войны. Одна из улиц этого города носит его имя.

## Награды
- Три Георгиевских креста
- Орден Красного Знамени